# Costești (okręg Vâlcea)
Costești – wieś w Rumunii, w okręgu Vâlcea, w gminie Costești. W 2011 roku liczyła 1353 mieszkańców.